# Чон Чхун Ми
Чон Чхун Ми (кор. 정춘미; род. 15 марта 1985, Пхеньян, КНДР) — северокорейская тяжелоатлетка, участница Олимпийских игр 2012 года в категории до 58 кг.

## Карьера
В 2009 году стала чемпионкой Восточно-Азиатских игр и бронзовым призёром чемпионата Азии. В 2010 году заняла 3-е место на Азиатских играх и также стала 3-й на чемпионате мира. В 2011 году стала серебряным призёром чемпионата Азии и заняла 5-е место на чемпионате мира. На Олимпийских играх 2012 года заняла 6-е место.